# A Showder Klub bemutatja
A A Showder Klub bemutatja egy 2017-ben indított alsorozata a Showder Klubnak, melyben a Dumaszínház estjeinek a Belvárosi Színházban felvett kiadásait, és a Stand up comedy Humortársulat tagjainak a Symbol Budapest étteremben felvett önálló estjeit  láthatják a nézők.

## Epizódok
| Ep.No.  | Cím                                                     | Előadó(k) | Premier     |
| 1. évad | 1. évad                                                 | 1. évad | 1. évad     |
| ------- | ------------------------------------------------------- | --- | ----------- |
| 1       | Édeshármasban                                           | Szomszédnéni Produkciós Iroda | 2017.03.27  |
| 2       | Lassan mondom el                                        | Hajdú Balázs | 2017.05.29  |
| 3       | 4 betűs szavak                                          | Aranyosi Péter | 2017.06.05  |
| 4/5     | Roast – Égjen Ganxsta! (2 részben)                      | Roastmester: Kovács András Péter Vendégek: Kovács András Péter, Kiss Ádám, Dombóvári István, Benk Dénes, Hajós András, Hajdú Péter, Szabó Zsófia, Kormos Anett | 2017.09.02. |
| 6       | Dumaswing                                               | Kovács András Péter, Janklovics Péter és Illés Ferenc | 2018.06.04  |
| 7       | Ketten az úton                                          | Dombóvári István és Aranyosi Péter | 2018.06.11  |
| 8       | A pesszimizmus előnyei                                  | Kőhalmi Zoltán | 2018.06.18  |
| 2. évad |                                                         | |             |
| 9       | Bye Bye Budapest                                        | Szobácsi Gergő | 2019.03.10  |
| 10      | Mogács Mesék – Beavatás felnőtt gyerekeknek             | Mogács Dániel | 2019.03.17  |
| 11      | Azonnal műhely                                          | Tóth Edu | 2019.03.24  |
| 12      | Fű, körhinta, kiscicák                                  | Hajdú Balázs | 2019.05.26  |
| 13      | Akit a mozdony megcsapott                               | Badár Sándor | 2019.06.02  |
| 3. évad |                                                         | |             |
| 14      | Kiss Ádám a nagyvilágban – 80 perc alatt a Föld körül   | Kiss Ádám | 2019.08.31  |
| 15      | Gyógyíthatatlanul hülye                                 | Orosz György | 2020.03.15  |
| 16      | Mint pótos IFA a tükörjégen                             | Trabarna | 2020.03.22  |
| 17      | Alacsony a kerítés                                      | Al-Gharati Magyed | 2020.03.29  |
| 4. évad |                                                         | |             |
| 18      | No problemo                                             | Orosz György | 2020.04.05  |
| 19      | Mit lehet mit tenni                                     | Hajdú Balázs | 2020.12.20  |
| 20      | Magam között vagyok                                     | Badár Sándor | 2020.12.27  |
| 21      | Supra hits gyülekezete – A '90-es évek megkerülhetetlen | Janklovics Péter és Tóth Edu | 2021.03.21  |
| 22      | Családi ezüst                                           | Fülöp Viktor | 2021.03.28  |
| 23      | Nem készültem semmivel                                  | Mogács Dániel | 2021.04.04  |
| 24      | Rosszfiúk                                               | Orosz György és Németh Kristóf | 2021.10.03  |
| 25      | Plusz mínusz húsz év, maradhat?                         | Ács Fruzsina, Janklovics Péter, Szabó Balázs Máté és Csenki Attila                                                                                             | 2021.10.10  |
| 5. évad |                                                         | |             |
| 26      | A majmok királya                                        | Felméri Péter | 2021.12.19  |
| 27      | Félőrültek éjszakája I.                                 | tehetségkutató | 2022.03.27  |
| 28      | Félőrültek éjszakája II.                                | tehetségkutató | 2022.04.03  |
| 29      | Delfinláb lúdtalppal                                    | Benk Dénes | 2022.04.10  |
| 30      | 50 pici apróság                                         | Redenczki Marcsi | 2022.09.25  |
| 31      | Szex a lelke mindennek                                  | Benk Dénes és Csenki Attila | 2022.10.02  |
| 6. évad |                                                         | |             |
| 32      | Füstbe ment terv                                        | Rekop György | 2023.03.12  |
| 33      | Rosszfiúk 2.                                            | Orosz György és Németh Kristóf | 2023.03.19  |
| 34      | Nem kell annyira akarni                                 | Tóth Edu | 2023.03.26  |
| 35      | Poénrapszódia                                           | Szobácsi Gergő | 2023.04.02  |
| 36      | Hova-hova?                                              | Orosz György | 2023.10.08  |
| 7. évad |                                                         | |             |
| 37      | Humor Sapiens: A felegyenesedés hátrányai               | Kiss Ádám | 2024.03.17  |
| 38      | Impro-show                                              | Mogács Dániel | 2024.03.24  |
| 39      | Apa vagyok                                              | Felméri Péter | 2024.03.31  |
| 40      | Rekop 40                                                | Rekop György | 2025.01.26  |
| 41      | Ha a hülyeség fájna                                     | Badár Sándor | 2025.02.02  |
| 42      | Az élet császára                                        | Dombóvári István | 2025.06.21  |